# Maximiliano Acosta
Maximiliano Acosta (Monte Grande, provincia de Buenos Aires, Argentina, 16 de marzo de 1988) es un futbolista argentino que se desempeña como volante ofensivo. Iniciado en el Club Atlético los Andes, en el cual debutó profesionalmente a los 18 años, el 31 de agosto de 2006 con más de 70 partidos y 10 goles, logrando en 2008 el ascenso al Nacional B. En 2010 se incorporó al Club Comunicaciones de Buenos Aires, allí disputó 53 partidos convirtiendo 8 goles. En 2013 fichó para el Club Jorge Newbery de Junín convirtiendo 5 goles. En 2014 participó en el Club Atlético San Telmo. En 2015 se incorporó al Concepción Fútbol Club de Tucumán donde disputó 25 partidos y anotó 7 goles. En 2016 se incorporó al plantel del Club Atlético San Miguel para disputar el Torneo de la División C y la Copa Argentina convirtiendo 4 goles. Luego en 2017 fichó para el Club Altos Hornos Zapla de la provincia de Jujuy para disputar el Torneo Federal A y la Copa Argentina convirtiendo 5 goles. A partir del año 2018 firmó contrato con el Club Atlético Victoriano Arenas y actualmente participa en la Primera C de Argentina.

## Clubes
| Club                                | País      | Año               |
| ----------------------------------- | --------- | ----------------- |
| Club Atlético Los Andes             | Argentina | 2006-2010         |
| Club Comunicaciones de Buenos Aires | Argentina | 2010-2012         |
| Club Jorge Newbery de Junín         | Argentina | 2013-2014         |
| Club Atlético San Telmo             | Argentina | 2014-2015         |
| Concepción Futbol Club              | Argentina | 2015-2016         |
| Club Atlético San Miguel            | Argentina | 2016-2017         |
| Altos Hornos Zapla                  | Argentina | 2017-2018         |
| Club Atlético Victoriano Arenas     | Argentina | 2018 - Actualidad |

## Logros
| Título                 | Club           | País      | Año  |
| ---------------------- | -------------- | --------- | ---- |
| Nacional B (Promoción) | Los Andes (BA) | Argentina | 2008 |